# Desmatotherium
Il desmatoterio (gen. Desmatotherium) è un mammifero perissodattilo estinto, affine ai tapiri. Visse nell'Eocene medio-superiore (circa 47 - 36 milioni di anni fa) e i suoi resti fossili sono stati ritrovati in Nordamerica e in Asia.

## Descrizione
Questo animale doveva essere di dimensioni medio-piccole, e non superava il metro e mezzo di lunghezza. Benché imperfettamente conosciuto, Desmatotherium doveva avere un aspetto generale abbastanza snello, simile a quello di altri perissodattili eocenici come Heptodon e Hyrachyus. I molari superiori assimigliavano a quelli di quest'ultimo genere, ma erano più squadrati e associati a premolari molto differenti. Il primo premolare superiore, infatti, era privo di tallone interno, e possedeva solo due punte allineate. Il secondo premolare superiore era quasi triangolare, dai margini smussati, con un forte tubercolo interno a mezzaluna. Il terzo e il quarto premolare superiore erano robusti rispetto ai molari, quasi rettangolari e con due tubercoli simili ma privi di creste trasversali. Il canino superiore era molto sviluppato, mentre gli incisivi erano piuttosto ridotti. Nella mandibola, l'ultimo premolare inferiore era simile a quello di Colodon, senza cresta trasversale nel lobo posteriore. 

## Classificazione
Il genere Desmatotherium venne istituito nel 1883 da William Berryman Scott, sulla base di resti fossili ritrovati in Wyoming in terreni dell'Eocene medio. Scott descrisse la specie Desmatotherium goyotii, che in seguito venne considerata identica alla specie Chasmotheroides intermedius descritta in precedenza dallo stesso Scott con i colleghi Henry Fairfield Osborn e Francis Speir. La specie tipo del genere è quindi Desmatotherium intermedium. Successivamente, nel 1925, Matthew e Granger descrissero la specie D. fissum proveniente dalla Mongolia Interna (Cina), in terreni dell'Eocene medio-superiore. 
Desmatotherium è classicamente considerato un membro degli elaletidi (Helaletidae), una famiglia probabilmente parafiletica comprendente varie specie di perissodattili di piccola taglia con alcune caratteristiche anticipatrici dei tapiri. E probabile che Desmatotherium fosse a tutti gli effetti un tapiroide arcaico, ma non è chiaro a quale famiglia appartenesse. 